# Svein Rosseland
Svein Rosseland (Kvam, 31 maart 1894 – Bærum, 19 januari 1985) was een Noorse astrofysicus en een pionier op het gebied van de theoretische astrofysica.

## Biografie
Rosseland was de jongste van negen kinderen. Na zijn eindexamen in Haugesund ging hij in 1917 studeren aan de Universiteit van Oslo. Na slechts drie semesters ging hij werken als assistent professor samen met de meteoroloog Vilhelm Bjerknes in de Noorse School. In 1920 ging hij naar het natuurkundig instituut (nu Niels Bohr-instituut) in Kopenhagen waar hij Niels Bohr en andere vooraanstaande natuurkundigen ontmoette. Hij schreef er twee belangrijke publicaties. Hij verbleef in 1924 als Rockefeller Fellow aan het Mount Wilson-observatorium in Pasadena (Californië).
In 1927 promoveerde Rosseland aan de Universiteit van Oslo. Van 1928 tot 1964 was hij Professor aan de Universiteit van Oslo, waar hij in 1934 het Instituut voor Theoretische Astrofysica oprichtte en leidde. In 1929-30 was hij gasthoogleraar aan het Harvard College Observatory. In 1936 publiseerde hij het boek Theoretical Astrophysics, met talrijke originele bijdragen aan de astrofysica. Rosseland werkte in 1938 aan de bouw van de Oslo Analyzer, die enige tijd de beste differentiaal analysator (een analoge mechanische computer die differentiaalvergelijkingen kon oplossen) op de wereld was.
In 1941, tijdens de Duitse bezetting van Noorwegen in de Tweede Wereldoorlog, verliet hij het land en ging naar de Verenigde Staten waar hij tot Professor werd benoemd aan de Princeton-universiteit. In 1943 ging hij naar Londen om te werken aan de ontwikkeling van radar bij het Ministerie van Defensie en later bij de Admiraliteit van Engeland waar hij werkte aan onderwater explosies. Hij was ook consultant voor de Amerikaanse Time Corporation, een maatschappij die zich later ontwikkelde naar de 
Timex Group USA. In de laatste oorlogsjaren werkte hij aan militair onderzoek aan de Columbia-universiteit.
Rosseland keerde in 1946 terug naar Noorwegen. Daarna was hij betrokken bij de ontwikkeling van de Noorse wetenschapspolitiek zoals de vorming van het Instituut voor Energietechniek in 1948 en de Noorse Technische Wetenschapsacademie in 1955. Hij was ook de drijvende kracht achter de bouw van het Harestua Zonne-observatorium in Harestua in Oppland, dat werd geopend in 1954.

## Eerbewijzen

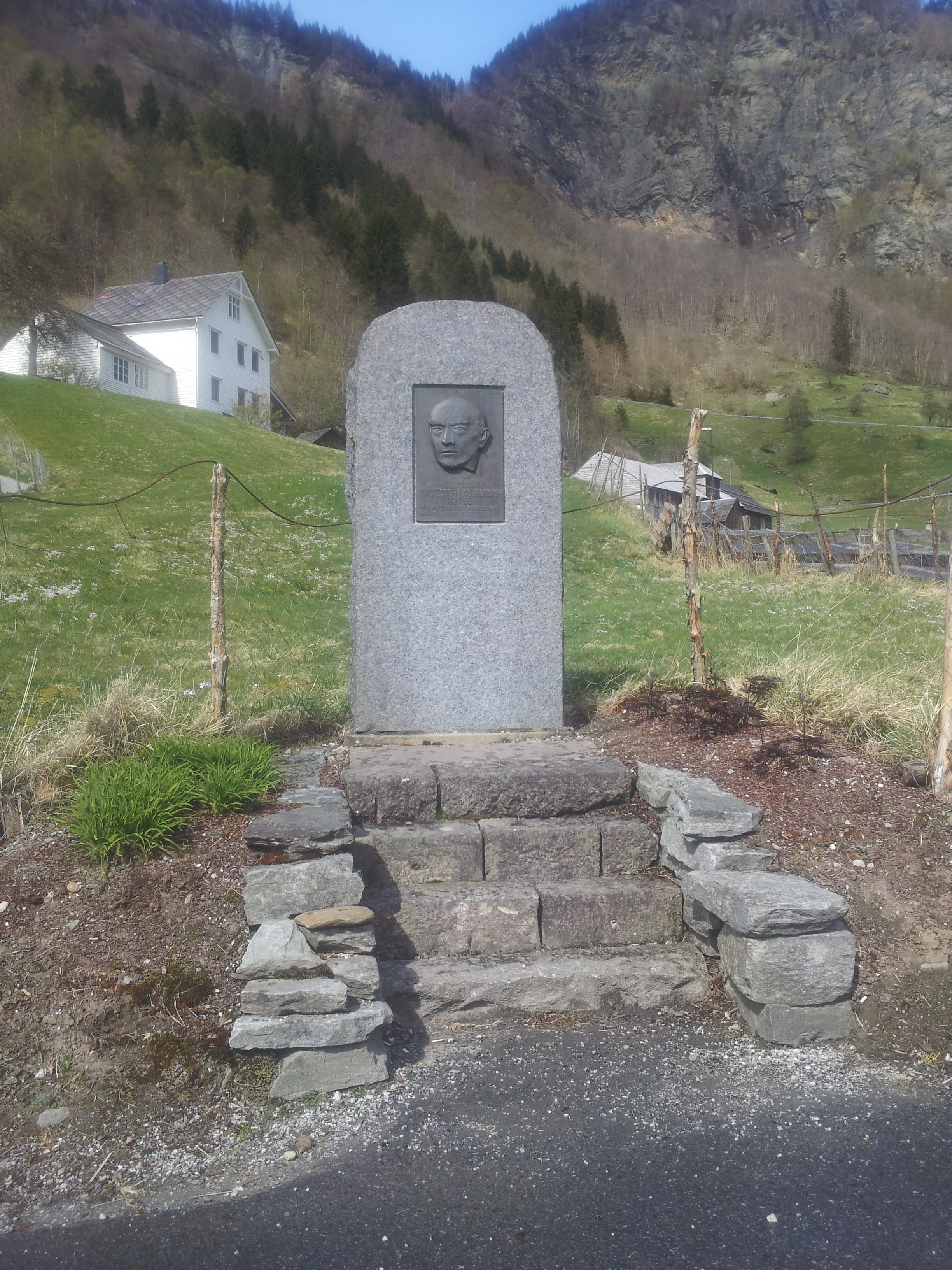
Een gedenkteken voor Rosseland in Steindalsfossen bij zijn huis in Norheimsund

In 1957 werd hij benoemd tot Commandeur in de Orde van Sint-Olaf. De planetoïde 1646 Rosseland en de maankrater Rosseland zijn naar hem genoemd. De Rosseland gemiddelde opaciteit beschrijft de ondoorlaatbaarheid voor straling van de atmosfeer van sterren. Het Instituut voor Theoretische Astrofysica van de Universiteit van Oslo is gevestigd in het "Svein Rosselands Hus". Ter ere van zijn honderdste geboortedag werd in juni 1994 het Svein Rosseland Centenary Symposium gehouden door de Norwegian Academy of Science and Letters.

## Wetenschappelijke boeken
- On the Internal Constitution of the Stars, 1925
- The Principle of Quantum Theory,  1930
- On the Stability of Gaseous Stars,  1931
- Astrophysik auf atomtheoretischer Grundlage,  1931
- Theoretical Astrophysics,  1936
- Jorda og universet. Matematisk geografi, 1940
- The Pulsation Theory of Variable Stars,  1949